# Asdal (Noorwegen)
Asdal is een plaats in de fylke Agder in het zuiden van Noorwegen. De plaats ligt direct ten oosten van de E18, direct ten noorden van Arendal.

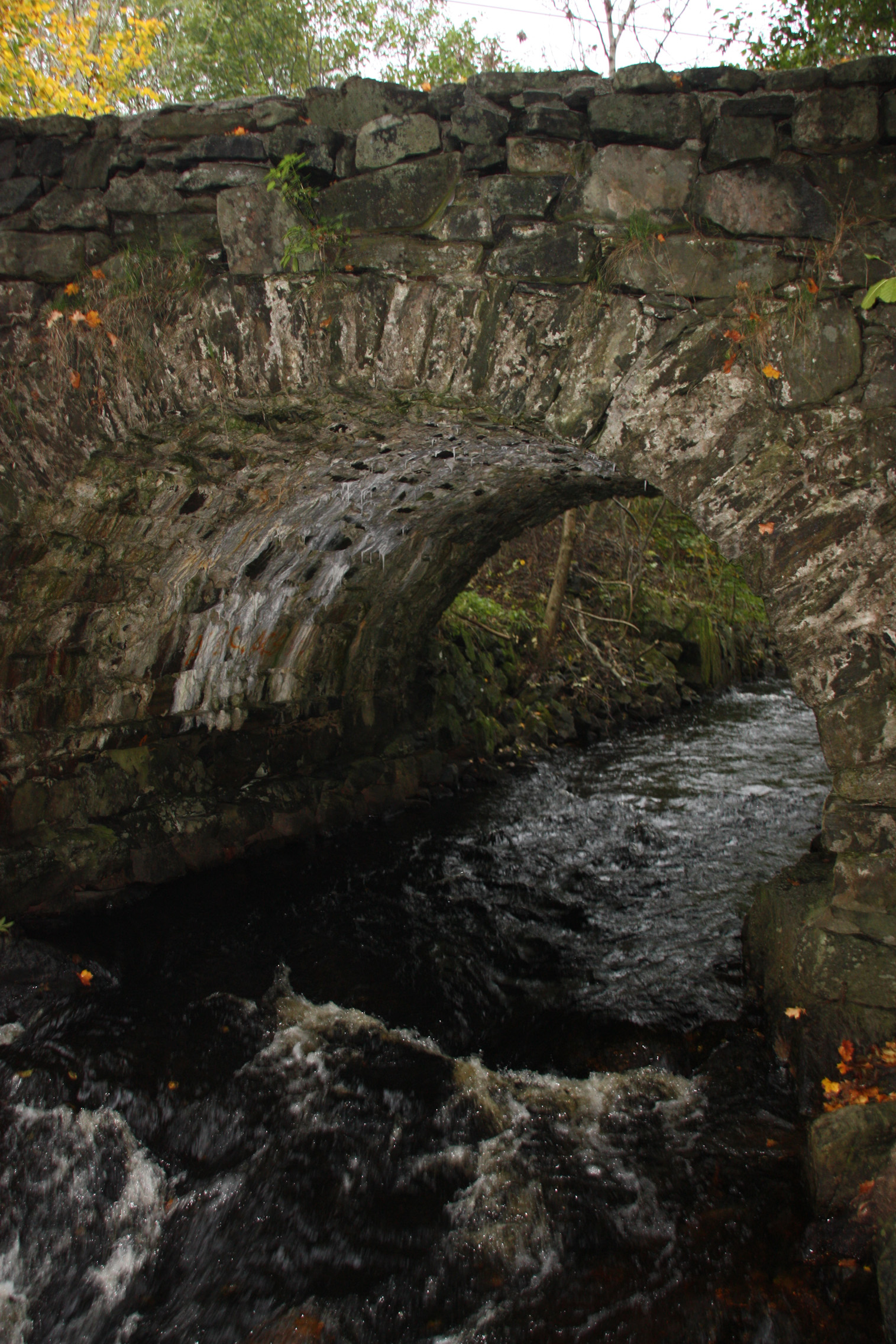
Naude brug in Asdal, foto Anita A. Mechlenborg

Asdal ligt op de historische route van de Vestlandske hovedvei die in het begin van de 19e eeuw werd aangelegd tussen Oslo en Stavanger. De stenen Naudebrug uit 1836 was onderdeel van die route. Tegenwoordig wordt de brug enkel nog voor voetgangers en fietsers gebruikt.